# Carol Smart
Carol Christine Smart CBE (20 de dezembro de 1948)é uma socióloga britânica considerada uma das pensadoras fundamentais do feminismo contemporâneo. Ao longo de seus estudos, dedicou-se a desmistificar os preconceitos que rondam o comportamento feminino. Para a autora é importante clarificar a dimensão histórica e artificial dos preconceitos existentes contra as mulheres. Assim, aquilo que é tido como natural é na verdade uma representação falseada, mascarando os dados objetivos que produziram o contexto em que as mulheres são oprimidas. Debruçou-se, também, no estudo das leis, revelando como o sistema jurídico pode ratificar o status inferior atribuído às mulheres. Vale dizer, desde a elaboração até a aplicação, as leis são majoritariamente prerrogativas dos homens, que refletem no Direito esses mesmos preconceitos e lugares comuns. Nessa perspectiva, a grande contribuição de Carol Smart no campo criminológico é abrir terreno para a construção de uma teoria que dê conta de explicar o processo de criminalização da mulher, sem se enredar numa série de valorações rasas.
Em sua maturidade intelectual, Smart investigou a fundo a intimidade das relações familiares. Sua sociologia da vida pessoal (Sociology of Personal  Life) enfatiza a importância das memórias, emoções e até fotografias para a manutenção dos laços afetivos dentro da família. Não por acaso, o introito dessas reflexões se dá com a foto de seus avós.
Em relação à criminalidade feminina, a autora dissecou os delitos nos quais as mulheres são vítimas e nos quais elas são as infratoras. Faz-se, assim, um aprofundado estudo comparado com as escolas clássicas e contemporâneas sobre crimes como estupro, aborto e prostituição, levantando o véu da ideologia presente nelas. Foi ainda ela quem criou o termo “estratégias de generificação” (gendering strategies), que inclui práticas sociais, individuais e institucionais em posições subjetivas de gênero, assim como subjetividades e identidades as quais o indivíduo se torna preso (tied) ou associado.  Isso significa, grosso modo, que há uma diferença entre gênero (aspecto subjetivo) e sexo (aspecto biológico), frequentemente confundidos nos estudos clássicos de Lombroso e Ferrero.
Outra questão relevante é que, apesar de seus estudos criminológicos terem se focado nos EUA e no Reino Unido, Carol Smart demonstra que o tratamento dado às mulheres pelo sistema legal é permeado pelos mesmos estereótipos, com mais ou menos variações dependendo do país. Isso se deve a um desenvolvimento relativamente semelhante das sociedades industriais do Ocidente.

## Biografia
Carol Smart é uma importante figura no mundo da criminologia feminista. O seu livro intitulado “Women, Crime and Criminology”, escrito em 1976, permanece uma crítica feminista chave da criminologia. Smart começou sua carreira acadêmica estudando sociologia na Portsmouth Polytechnic, hoje Universidade de Portsmouth. Após completar o seu bacharelado, concluiu o seu mestrado em criminologia pela Universidade de Sheffield, na qual também concluiu seu PhD em estudos Sócio-Legais, em 1983. Um de seus professores de Doutorado foi o falecido Ian Taylor, um dos fundadores do National Deviancy Conference e, na época, um dos críticos mais reconhecidos da criminologia.

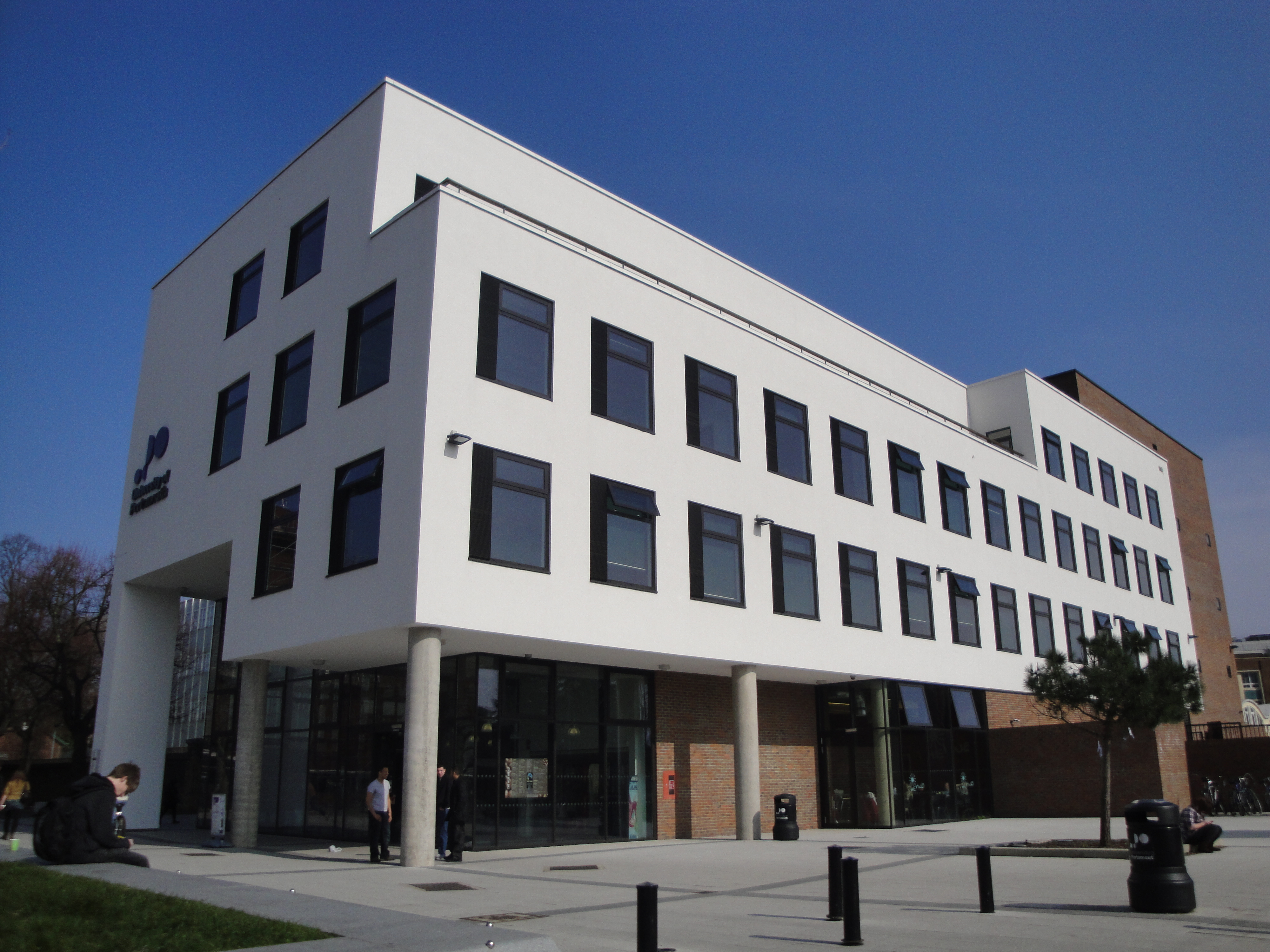
Universidade de Portsmouth (atual)

Em 1984, Carol Smart publicou “The Ties that Bind: Law, Marriage and the Reproduction of Patriarchal Relationships”, sendo esse o primeiro passo em direção ao seu estudo sobre a sociologia da família. Em seguida, em 1990, publicou um ensaio intitulado “Feminist Approaches to Criminology or Postmodern Woman Meets Atavistic Man”, como parte da coleção “Feminist Perspectives in Criminology”, organizada por Loraine Gelsthorpe e Allison Morris. Nesta última obra, Carol Smart passou a se perguntar não o que o feminismo tem a contribuir à criminologia, mas o que a criminologia tem a contribuir ao feminismo, chegando à conclusão de que seria pouco. O impacto deste ensaio foi significante, provocando o afastamento da autora da disciplina de Criminologia.
Sua carreira de professora começou na Universidade de Warwick, e mais tarde ela se tornou professora na Universidade de Leeds. Em 2005, mudou-se para o Morgan Centre for the Study of Relationships and Personal Life, na Universidade de Manchester, no qual era codiretora, até se aposentar em 2014.
Publicou trabalhos nas áreas de criminologia, sociologia de família e política social. Nos últimos anos, seus principais interesses têm sido a vida familiar, a intimidade e como as pessoas conduzem as suas vidas pessoais. Fez muitas pesquisas sobre divórcio e separação e como isso afeta as crianças, o casal e outros parentes, sobre união estável de gays e lésbicas e suas cerimônias de compromisso.
Apesar do seu contato com a criminologia ter sido breve, o trabalho de Carol Smart foi muito impactante nessa disciplina pelas questões que levantou e subsequente influência que gerou. Em 2009, foi premiada com um doutorado honorário em Direito, da Universidade de Kent, e em 2012 foi eleita Membro da Academia de Ciências Sociais.

## Teorias sobre a criminalidade entre as mulheres: uma crítica feminista

### Criminologia Clássica

#### Positivismo: Lombroso e Ferrero
Os trabalhos de Lombroso e Ferrero tiveram um grande peso no pensamento criminológico relacionado às mulheres e ainda guardam, em boa medida, influência nas teorias contemporâneas. A consolidação dessa corrente, alinhada às tendências positivistas do século XIX, se deu em boa parte devido à falta de interesse nessa área e à confluência ideológica com as funções exercidas por patologistas e agentes de controle social da época.

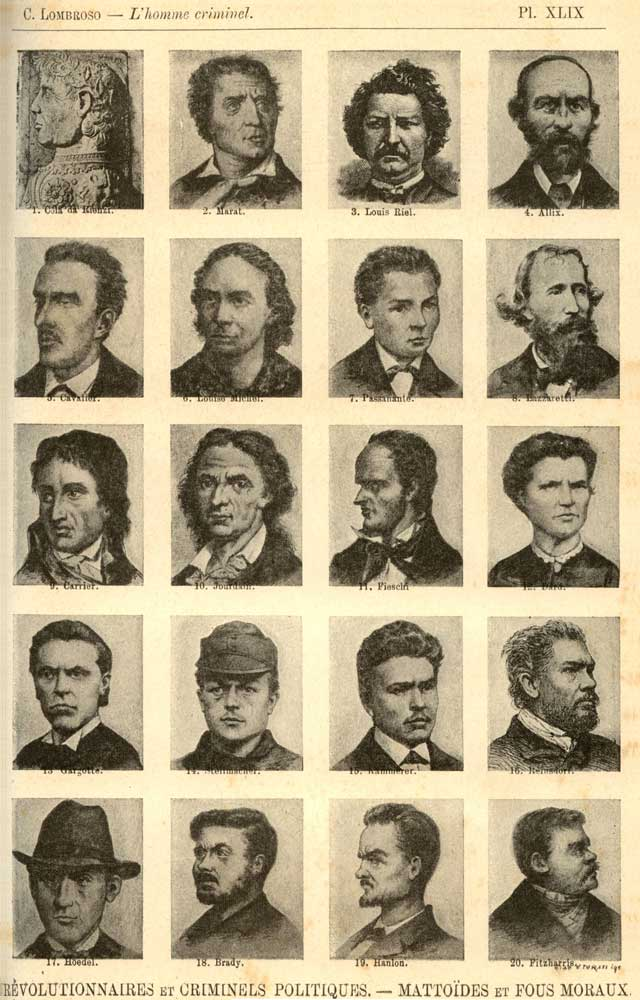
Os homens delinquentes e o atavismo lombrosiano

A obra “A Mulher Delinquente” parte da assunção de características inatas presentes na mulher e da determinação de sua natureza. Trata-se de uma crença em termos irracionais e fisiológicos como base para se compreender os atos delitivos entre as mulheres. Para tanto os autores trabalham com a categoria de atavismo, que consiste na presença de elementos biológicos herdados de estágios primitivos do desenvolvimento humano. Além disso, o darwinismo social foi amplamente utilizado como ferramenta teórica pelos dois autores.
Grande parte do esforço teórico de Carol Smart é voltado para desvendar os resquícios do projeto lombrosiano na evolução da criminologia, que era de início voltado para a provisão de informações e técnicas para o exercício mais eficaz de controle social, tomando por base a determinação de um comportamento considerado “desviante”. Há, portanto, para os positivistas, uma clara distinção entre os membros “normais” de uma sociedade e os indivíduos desviantes, patologicamente marcados, e que a estes cabe apenas a “cura” ou a remoção do convívio social.
No que se refere ao tratamento específico dado às mulheres, Lombroso e Ferrero compartilhavam da ideia de um comportamento passivo, menos ativo, oriundo de um papel social biologicamente determinado. Tal passividade se alinha a uma maior obediência às leis, de sorte que as mulheres seriam, congenitamente, menos inclinadas ao cometimento de atos delituosos. Assim sendo, a mulher criminosa teria as mesmas qualidades criminosas do homem, uma vez que a verdadeira feminilidade não seria compatível com tais atos. Há, aqui, uma confusão entre gênero e sexo, uma percepção recorrente nos estudos posteriores sobre criminalidade feminina. Com a presença de farta literatura antropológica, pode-se afirmar que certos tipos comportamentais rotulados como masculinos são, na verdade, conceitos sociais e culturais, e não fixados em nenhuma categoria biológica, permitindo, portanto, a adoção desses comportamentos por ambos os sexos.
Contudo, as reflexões sobre diferenciação entre gênero e sexo passaram ao largo do pensamento de Lombroso, Ferrero e de seus sucessores. Dessa forma, a mulher criminosa foi estigmatizada como biologicamente anormal, pois além de raras elas não seriam inteiramente mulheres. O trabalho dos dois autores, como afirma Carol Smart, foi permeado por preconceitos, lugares comuns e ideologias correspondentes ao contexto histórico. À incapacidade de superar o senso comum popular pode-se atribuir a ideia então vigente da suposta neutralidade do saber científico, que se fundamentava no fato de que os cientistas sociais se acreditavam livres da influência cultural, do preconceito e do envolvimento pessoal que estes tinham com a matéria estudada.
Ao isolar um fator biológico como causa determinante do comportamento criminoso da mulher, Lombroso e Ferrero cometem um reducionismo metodológico, pois não consideram os fatores externos à estância individual (por exemplo, o status socioeconômico, o processo de criação de leis, a crescente urbanização, a Revolução Industrial etc.). Isso criou raízes ideológicas sobre as quais se desenvolveram novos estudos, sempre permeados pelos mesmos preconceitos. Em boa parte dos estudos posteriores aos de Lombroso e Ferrero o que se vê são variações da crença no determinismo biológico,na inferioridade da mulher e no duplo padrão de moralidade

#### Thomas e o liberalismo
Os trabalhos de W. I. Thomas representam o desenvolvimento de uma tradição liberal em meio à criminologia, a qual manifesta-se, sobretudo, na individualização dos “problemas” sociais, bem como em uma concepção de tratamento, e cura, individuais. Tal liberalismo carrega consigo o entendimento lombrosiano da criminalidade como uma patologia, mas inova ao propor que a criminalidade possuiria origem antes social do que biológica.
O pensamento de Thomas pode ser dividido em duas fases. A primeira delas, marcada ainda por forte presença dos trabalhos de Lombroso, é visível na obra Sex and Society (1907), na qual o autor usa os conceitos de “macho catabólico” e “fêmea anabólica” – relacionadas à forma de uso de energia, tais expressões significam que, enquanto o macho destruiria energia, o que resultaria em criatividade, a fêmea armazenaria energia, resultando em um comportamento passivo. A partir de tal explicação Thomas justifica, à semelhança de Lombroso e Ferrero, o fato de os homens tornarem-se grandes políticos ou artistas, atingindo posições de grande proeminência social (o que, em regra, não seria experimentado pelas mulheres).
Carol Smart crítica tal pensamento de Thomas, argumentando que o mesmo teria ignorado tanto o fato de que as mulheres têm negada a proeminência social quanto de que as mulheres demonstram, sim, grande criatividade dentro dos âmbitos sociais em que podem operar. De acordo com a autora, tanto os trabalhos de Thomas quanto de Lombroso e Ferrero apresentam elementos de sexismo – ou seja, atribuem características socialmente indesejadas às mulheres -, além de partirem de um ponto de vista marcado por valores, e preconceitos, próprios da classe média.
A segunda fase do pensamento de Thomas, a qual é marcada por um distanciamento em relação ao determinismo biológico, está presente na obra The Unadjusted Girl (1967) – publicada pela primeira vez em 1927 -, na qual o autor faz uma análise do comportamento humano fundada no conceito de desejos - os quais derivariam de instintos biológicos, mas seriam canalizados em direção a objetivos legítimos por meio da socialização (os desejos, provindos dos instintos biológicos, impeliriam o sujeito a agir, enquanto que as normas culturais proveriam os meios e fins adequados dessa ação). Os desejos fundamentais ao ser humano seriam, de acordo com Thomas, o desejo por novas experiências, por segurança, por correspondência afetiva e por reconhecimento – os quais derivariam dos instintos biológicos de raiva, medo, amor, vontade de poder e de status social.
Os instintos biológicos, no entanto, não seriam iguais nos dois sexos, sendo que o sexo feminino contaria com maior variedade de “amor” em seu sistema nervoso – o que, de acordo com Thomas, evidenciaria a necessidade, por parte das mulheres, de maior correspondência afetiva. Para o autor, é essa suposta maior necessidade por correspondência afetiva que conduziria a mulher ao crime (particularmente a ofensas sexuais) – a mulher que se prostitui, por exemplo, estaria apenas buscando o amor de que toda mulher necessita, valendo-se, no entanto, de um meio socialmente reprovável.
O papel dos fatores naturais, no trabalho de Thomas, é complementado pelo conceito de definição subjetiva da situação, o que, de fato, mostra-se como uma relativa superação da criminologia biologicamente determinista. Para o autor, a realidade objetiva de uma situação seria menos importante, no tocante ao comportamento de um individuo, do que o seu entendimento subjetivo (a sua representação interna) daquela situação – isso significa dizer que, se um sujeito sente-se como um “depravado”, ele há de se comportar como tal, independentemente de realmente sê-lo ou não. Para Thomas, aquilo que impediria o indivíduo de conceber a realidade de uma forma desviante da moral social estabelecida – o que o levaria à criminalidade – seria a comunidade, que, por meio de sistemas de controle mantenedores da ordem (como o contato íntimo entre seus membros), conservaria a ordem estabelecida e garantiria o entendimento adequado da realidade social por parte de seus membros.
Para o autor, portanto, a fonte da criminalidade feminina – que ele acreditava ser fundamentalmente sexual – seria a ruptura das tradicionais restrições impostas à mulher, processo que estaria intimamente ligado à urbanização e à emancipação feminina.
A crítica de Carol Smart à análise da criminologia feminina de Thomas volta-se, primeiramente, às ideias de desejos e instintos biológicos. A autora argumenta que Thomas, no uso indevido de tais conceitos, teria ignorado importantes diferenças entre instinto e sentimento, atribuindo a um elementos que, na realidade, pertencem ao outro. Para Smart, o conceito de instinto designa características de nosso sistema nervoso que estão, essencialmente, além do nosso controle racional – e sua ausência pode ser presumida como evidência de uma anormalidade -, já o sentimento é algo que pode ser mais facilmente controlado, e devido à sua variedade (de pessoa para pessoa) e relativa autonomia (no tocante a um imperativo biológico), sua presença ou ausência não é, de forma geral, indício de anormalidade.
A partir dessa conceituação, Smart defende que as necessidades afetivas na realidade situar-se-iam no plano dos sentimentos (e não dos instintos, como defende Thomas), o que significa dizer que o “amor” manifesta-se em diferentes intensidades e múltiplas variedades, estando presente, na mesma proporção, em ambos os sexos – contrariando, portanto, o entendimento de que as necessidades afetivas seriam mais fortes no sexo feminino. Tal entendimento de Thomas, defende a autora, provém de suas próprias crenças culturais (e não de evidências razoáveis), as quais seriam marcadas por uma concepção sexista acerca da capacidade de amor nos diferentes sexos. O que o autor faz é embasar um preconceito presente no senso comum em um suposto instinto natural fixo, limitado e imutável da mulher.
A segunda grande crítica de Carol Smart a Thomas volta-se à tentativa do autor de construir uma relação causal entre uma autoimagem defectiva, por parte da mulher, e a sua não conformidade sexual – entendida como um uso do sexo de forma calculada para a obtenção de ganhos. A autora argumenta que tal entendimento ignora o fato de que a própria estrutura social – que leva à dependência econômica da mulher – funda um sistema no qual a mulher depende de uma relação de barganha sexual para a sua subsistência, sejam os meios empregados para isso legais (como o casamento), ou ilegais (como a prostituição). Mais do que isso, ao condenar apenas a promiscuidade feminina, tomando a masculina como algo natural, Thomas reafirma uma concepção marcada por um ideário masculinizado e carregado de preconceitos amparados no senso comum.

#### O mal básico da mulher em Pollak
O trabalho de Otto Pollak sobre a criminalidade feminina, publicada cinquenta anos após o trabalho de Lombroso e Ferrero, foi convencionado como parte do pensamento criminológico clássico, pois preserva o mesmo tratamento estereotipado dado às mulheres.
Apesar de se poder verificar a introdução de abordagens sociológicas e psicológicas em seu estudo, Pollak ainda estabelece como fundamento epistemológico a análise de uma suposta natureza feminina.  De acordo com Carol Smart, a obra de Pollak falhou em alcançar um nível de compreensão superior ao que atingiram Lombroso, Ferrero e Thomas.

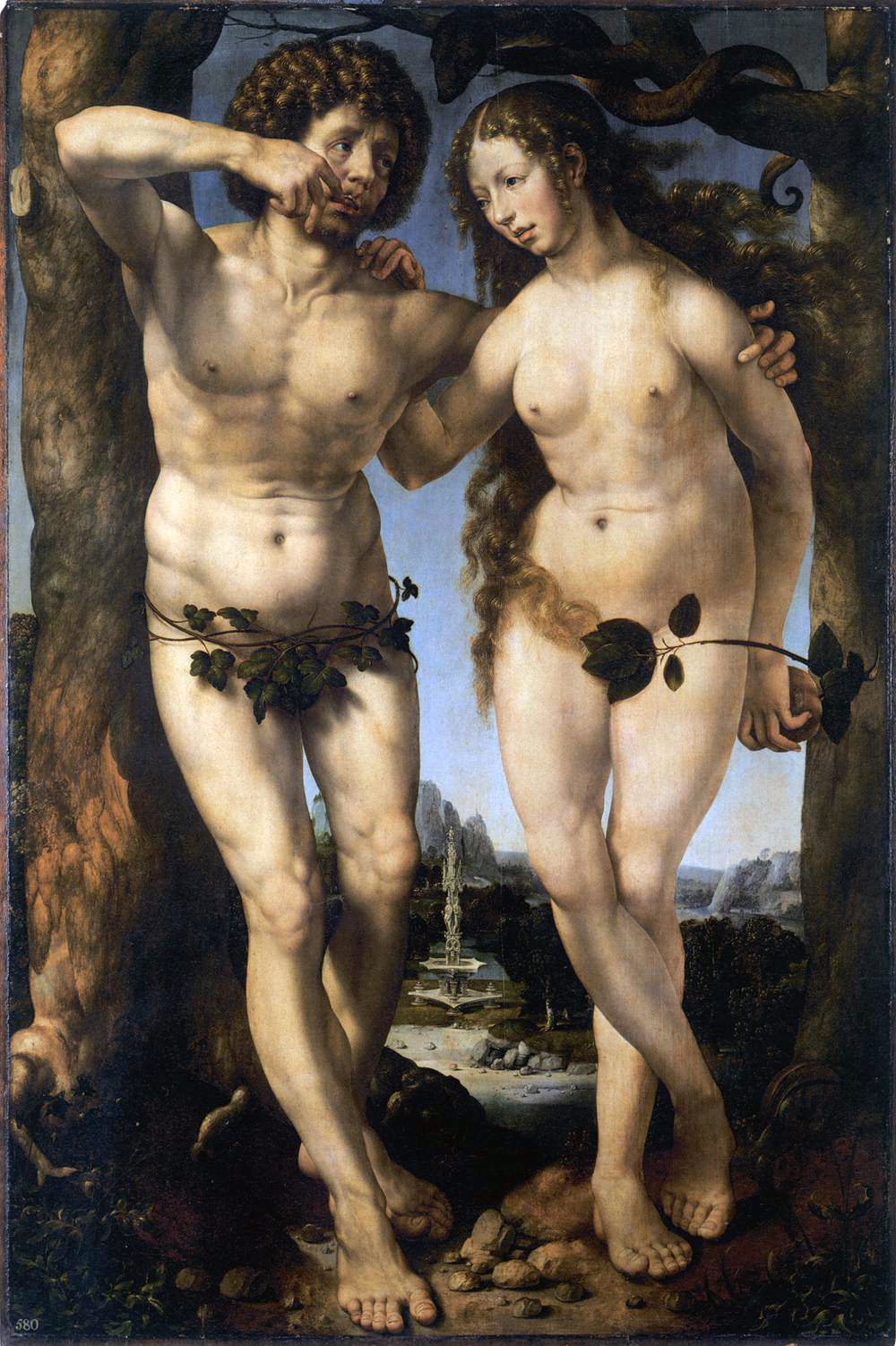
A teoria de Pollak remonta até mesmo à história bíblica de Adão e Eva, na qual a mulher corrompe o homem.

Grande parte da preocupação do autor reside no caráter absconso da criminalidade entre as mulheres; sua meta é revelar a verdadeira natureza e extensão desses tipos de crimes. Para Pollak, essa natureza mascarada se perpetua de três maneiras: pelo baixo número de denúncias feitas contra mulheres, pela baixa taxa de detenção de mulheres em comparação com a de homens e, por fim, pela leniência com que as forças policiais e as instituições judiciais tratam as mulheres. Isso se dá, em tese, pelo caráter sexista contido nas relações sociais. Essas hipóteses levantadas são embasadas pela percepção da mulher como um ser potencialmente manipulador e audacioso que, mais do que simplesmente cometer atos delituosos instiga os outros a fazê-lo. Não é difícil ver a conexão dessa linha de pensamento com o mito da mulher corruptora do homem, que remonta à história de Adão e Eva.
Para Pollak, aos supostos poderes manipuladores da mulher soma-se a natureza feminina enganadora, que, a despeito da influência de fatores sociais, é determinada por aspectos fisiológicos. Isso pode ser aferido, segundo Pollak, pela análise da relação sexual: no ato sexual o homem é incapaz de dissimular seu prazer, de forma que sua predisposição é sempre evidente; a mulher, por outro lado, tem a capacidade de participar da relação sexual mesmo que ela não esteja predisposta, falseando seu prazer. Assim sendo, supõe-se que a mulher toma consciência da sua capacidade de enganar os homens, capacidade essa que é levada a outros âmbitos da vida.
Com isso, fica claro que Pollak não considera de maneira crítica em seus estudos o desequilíbrio de forças existentes entre homens e mulheres na sociedade, o que influencia o comportamento sexual destas.  Um exemplo oferecido por Carol Smart é a perda da autodeterminação sexual da esposa em prol do marido, uma vez que a recusa seria motivo legítimo para efetuar o divórcio.

### Criminologia Contemporânea

#### Heranças da criminologia feminina clássica
Além de tecer larga crítica às concepções clássicas da criminologia feminina, Carol Smart preocupa-se em explicitar os reflexos de tais concepções nas principais obras, relativas ao tema, de publicação contemporânea ao seu estudo – notadamente nas décadas de 60 e 70. Smart evidencia as permanências do positivismo de Lombroso e Ferrero e do liberalismo de Thomas valendo-se, respectivamente, dos trabalhos de Cowie, Cowie e Slater e de Konopka.
A crença no argumento do determinismo biológico de Lombroso prepondera por muitas décadas relativamente ao estudo da criminologia feminina, alcançando, na década de 60, os trabalhos de Cowie, Cowie e Slater, notadamente na obra Deliquency in Girl (1968).
Os trabalhos de Cowie et al. carregam nítido traço positivista, sobretudo por tratarem a criminalidade como um sinal de “doença”, bem como por buscarem a identificação das variáveis que permitiriam a distinção entre a mulher delinquente e a mulher normal (ou seja, as causas de tal “doença”) – variáveis relacionadas, principalmente, a traços de inteligência defectiva, funcionamento anormal do sistema nervoso e constituição física debilitada. De fato, como esclarece Smart, para os autores em questão os fatores de maior significância para a análise da criminologia feminina são de ordem fisiológica e psicológica, sendo que as características inerentes a uma condição de saúde “debilitada” constituiriam fatores de predisposição à delinquência.
Para Cowie et al. o estudo da criminologia feminina deve pautar-se em critérios biológicos devido ao fato de as mulheres serem pouco afetadas pelas circunstâncias sociais (às quais, por outro lado, os homens estão mais sujeitos)–e isso porque a mulher, devido à sua estrutura fisiológica hormonal e cromossômica, teria um desenvolvimento comportamental e de personalidade mais estável que o homem, tornando-a menos propensa ao crime.
A crítica de Carol Smart ao entendimento geral de Cowie et al., em muito provindo do positivismo, funda-se em dois pontos: em primeiro lugar, os autores não teriam sido capazes de identificar as causas sociais – e não biológicas – das características entendidas por eles como relacionadas à criminalidade (os autores não teriam enxergado, por exemplo, que por vezes uma saúde debilitada proviria da má alimentação à que estavam condenadas as classes sociais mais pobres, o que ocasionaria um padrão de desenvolvimento físico “inferior” àquele próprio da classe média); além disso, a obra Delinquency in Girls não teria explicado de forma satisfatória – ou mesmo teria negligenciado o nexo causal entre a estrutura fisiológica da mulher e o seu comportamento social, especialmente no tocante ao comportamento criminoso - o qual é assim definido pela cultura de um povo, e não pela biologia (ou seja, os autores teriam ignorado o processo por meio do qual a lei criminal “cria” o criminoso).
Assim como a teoria criminalista positivista, a teoria criminalista liberal – que teve Thomas como um de seus expoentes - também encontra respaldo na época dos trabalhos criminológicos de Carol Smart. A obra utilizada pela autora como síntese dessa corrente é The Adolescent Girl in Conflict (1966), de Gisela Konopka.
Konopka, como adepta da teoria liberal, defende em seus trabalhos que a delinquência teria caráter fundamentalmente individual, sendo que a criminalidade consistiria em sintoma de desajuste social por parte do indivíduo. A principal obra de Konopka - The Adolescent Girl in Conflict – traz diversas entrevistas com mulheres jovens supostamente delinquentes, material que teria levado a autora à conclusão de que a delinquência feminina provém de lares pobres ou desestruturados, associados à insuficiente presença dos pais e baixos níveis de educação.
A crítica de Carol Smart ao pensamento de Konopka reside, fundamentalmente, na concepção, por parte da última, da criminalidade e do “desvio social” como fenômenos individuais – entendimento que obscureceria por completo a questão da estrutura social por detrás da natureza da criminalidade feminina. Smart alega que um dos fatores que levaram Konopka a essa conclusão é a crença comum – presente em The Adolescent Girl in Conflict – de que o sexo feminino possuiria desejos, necessidades e emoções mais fortes do que o sexo masculino.Para Konopka, tais desejos especialmente intensos no sexo feminino seriam os desejos por amor, proteção e dependência, os quais, quando não satisfeitos, levariam a mulher à criminalidade – que seria principalmente de cunho sexual.
Smart alega que Konopka erra ao tratar tais desejos, necessidades e emoções “femininas” como biologicamente determinadas, quando, na verdade, tais características proviriam de determinação social. Ao colocar a questão nessa perspectiva biológica determinista, Konopka ignora o problema referente à posição de subordinação e dependência da mulher na sociedade – de acordo com Smart, o desejo feminino por amparo material e psicológico e proteção provém não de causas biológicas, mas da limitação estrutural imposta à satisfação, pela mulher, de seus desejos de forma autônoma (limitação que se dá por meio de uma restrição ao acesso do individuo de sexo feminino aos recursos materiais e psíquicos necessários à sua independência).

#### A mulher na sociologia e o mito do saber científico
Os trabalhos de Carol Smart, além de refletirem a preocupação da autora em desconstruir teses pontuais acerca da criminologia feminina, demonstram, também, grande esforço em criticar os próprios pressupostos fundadores dessas teses.
Smart alega que a teoria da criminologia feminina, tanto clássica quanto moderna, por vezes vale-se do senso comum como se conhecimento científico fosse - o que, mais do que nada acrescentar ao conhecimento existente, coopera, entre outras coisas, para a firmação, como evidência científica, daquilo que não passa, em verdade, de evidência anedótica.
Exemplo claro de fundamentação amparada no senso comum é a tese de Thomas acerca das diferentes capacidades para o amor existentes no homem e na mulher - sendo que a mulher teria maior necessidade de amor do que o homem. Tal pressuposto, de acordo com Smart, não reflete mais do que os preconceitos próprios do autor e de sua época, não encontrando qualquer amparo em evidências científicas ou constatações empíricas.
Outro exemplo do recorrente uso de evidências anedóticas na criminologia feminina pode ser visto na obra Deliquency in Girls, de Cowie, Cowie e Slater, na qual os autores, de acordo com Carol Smart, recorrem, por diversas vezes, aos “sentidos” e “sentimentos” do leitor, bem como ao senso comum, para justificar sua tese de que a diferença nos crimes cometidos por homens e mulheres proviria de fatores biológicos.
Smart argumenta que tais entendimentos, baseados no senso comum e no “bom senso”, são em grande parte responsáveis pelas falácias prevalentes na criminologia feminina, na medida em que, equivocados em seus pressupostos, tais autores passam a recorrer a fatores biológicos – como Cowie et al. – ou individuais – como Thomas – para justificar um dado que, na realidade, é falso (como o de que a mulher sentiria emoções de maneira mais intensa do que o homem, de que no sexo feminino os crimes seriam de cunho fundamentalmente sexual, de que a mulher seria naturalmente manipuladora etc.).
O principal prejuízo de teses carecedoras de evidencias científicas, no entanto, é justamente o seu distanciamento da realidade: como Carol Smart defende recorrentemente em seus trabalhos, a limitação dos pressupostos de uma tese ao senso comum acerca da natureza do sexo feminino impede os autores de enxergarem um contexto social mais amplo, cegando-os para a verdadeira causa das diferenças no comportamentos criminosos nos dois sexos, qual seja a estrutura social patriarcal e as restrições matérias e psicológicas impostas à mulher.

## Os crimes específicos (sex-specific crimes)
Dentro do sistema legal, quase sem exceção, considera-se a prostituição como sendo feita por uma mulher e é tratada, tradicionalmente, como uma ofensa “feminina”. Desta forma, a prostituição é um crime sexual específico.
Da mesma forma, o estupro também é considerado um crime sexual específico, porém, dessa vez, “masculino”, pois se entende, em muitas culturas, que mulheres não podem cometer estupro, sendo acusadas apenas de ajudar ou ser cúmplice de tal crime.
A criação das leis é a materialização de determinada cultura de um povo. Dessa forma, apesar de tanto a prostituição como o estupro serem crimes, eles são sancionados de formas diferentes, pois as expectativas morais em relação a homens e mulheres são divergentes. De uma mulher, espera-se que não tenha nenhuma relação sexual até o casamento e que então mantenha-se fiel ao seu marido. Aquelas que não seguem tal padrão são condenadas moralmente. Dos homens, por outro lado, tem-se a expectativa de que tenha relações sexuais o quanto antes.
Parece estranho, portanto, que a lei puna mais o estupro do que a prostituição, já que a sexualidade masculina é moralmente estimulada, enquanto a feminina é inibida. Porém, analisando historicamente, percebe-se que o estupro era punido pois, como a mulher era considerada propriedade de seu pai ou marido, seu estupro era a violação de tal propriedade, e a vitima também era punida. Além disso, percebeu-se que a prostituição vem gradualmente deixando de ser punida por sua impossibilidade de ser reprimida e não por aceitação social.
Dessa forma, a lei tem uma importante influência ao definir as áreas de estudo da criminologia, focando na prostituição feminina e havendo escassos estudos sobre em quais circunstâncias ocorre um estupro, concentrando-se sempre em questões legais. Com o fortalecimento do feminismo, tais estudos passaram a ser mais frequentes e analíticos.

### Prostituição

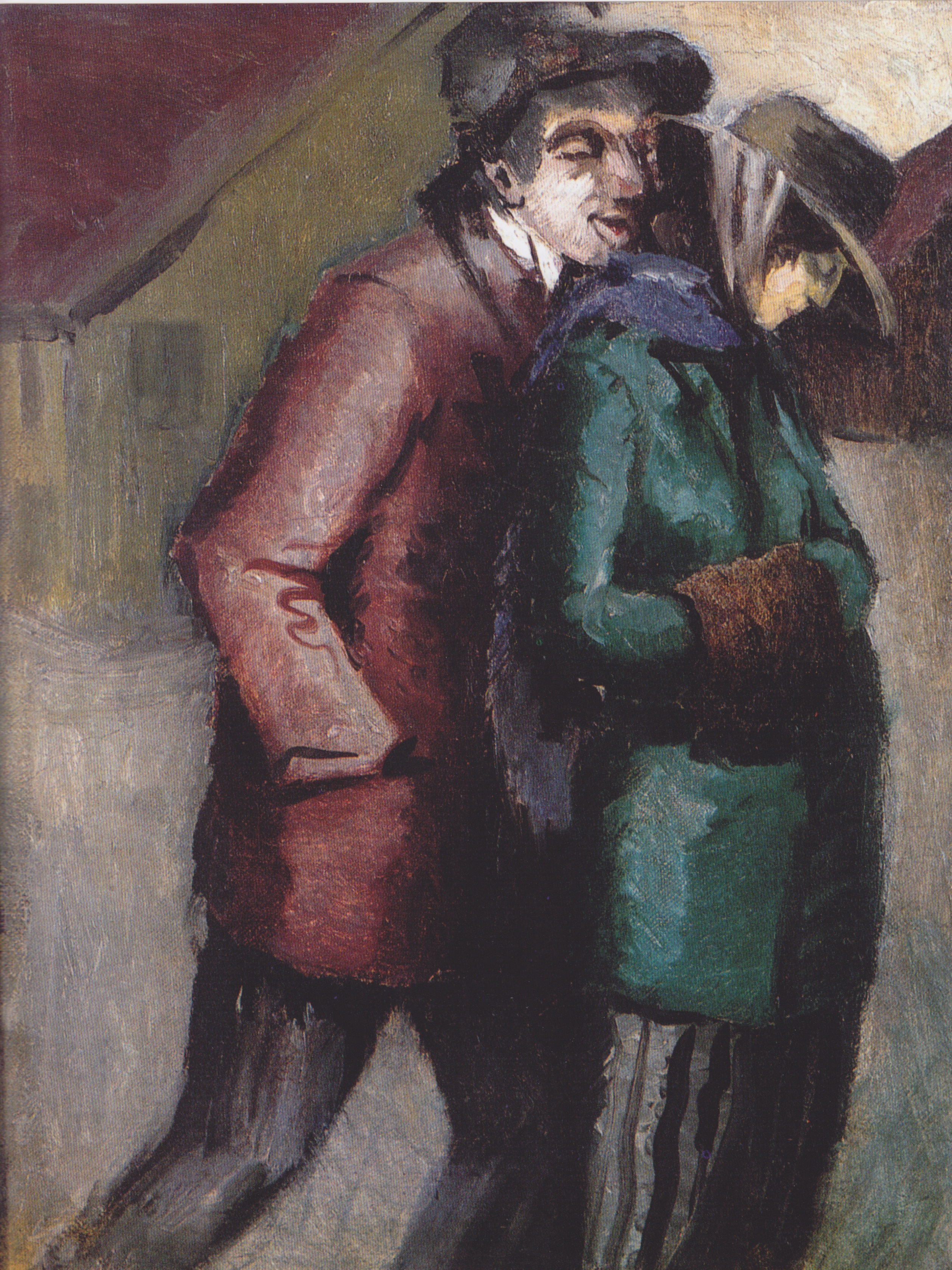

A prostituição, sem a devida qualificação, seria insuficientemente compreendida como um crime específico ao sexo, ou seja, como um tipo penal no qual incide apenas um dos sexos - no caso, a mulher. Como a autora assevera, apenas nos ordenamentos jurídicos em que os homens que trocam favores sexuais mediante remuneração não são reconhecidos a prostituição é um tipo específico ao sexo. Essa ideia, portanto, se consubstancia quando a lei aponta um dos sexos como potencial autor da ação tipificada. A abordagem criminológica construída a partir daí geralmente pauta o comportamento em si, deixando de lado o porquê da lei tutelar tal conduta ou estabelecer apenas um dos sexos como autores potenciais. Carol Smart, retomando algumas ideias de Garfinkel, Lefcourt e Schulder lembra que a lei é uma codificação formal de atitudes relacionadas às mulheres, que permeiam nossa cultura. (Smart, 1976, p. 7). Assim, a construção de uma crítica feminista deve desvendar o duplo padrão moral refletido nas leis: “Nosso código moral restringe a sexualidade das mulheres, mas encoraja os homens a serem sexualmente ativos”. (Smart, 1976, p. 78)
Mesmo quando a lei não restringe a prostituição apenas à mulher, o que se verifica na prática é o tratamento desse tipo como um delito feminino. Ademais, as definições legais (aqui se fala do caso inglês e norte-americano) tendem a ignorar a existência da prostituição masculina.
Vale a pena, aqui, retornar ao pensamento de Lombroso e Ferrero. Para os dois autores, a mulher que incidia em prostituição apresentava a quantidade necessária de características para o atavismo, o que, concluíam os italianos, indicava o primitivismo dessa delinquente.  Não satisfeitos, eles ainda argumentavam que a prostituição por si só já significava um sinal de atavismo. Logo, ser primitiva é ser prostituta e ser prostitua é ser primitiva. Essa suposta selvageria obstaculiza a assimilação dos valores da civilização ocidental, dentre eles, o recato que se espera das mulheres.
A visão que se tem da prostituta, portanto, é de uma mulher que, devido à degenerescência biológica, apresenta uma lascívia anormal. Trata-se de um preconceito desenvolvido a partir da comparação entre prostitutas e mulheres das classes mais altas, aparentemente abstêmias e avessas ao comportamento libidinoso.
Com o passar do tempo, a ideia da natureza “ultra sexual” da prostituta foi sendo gradativamente substituída por outras que explicassem o comportamento promíscuo supondo a frigidez e a latência homossexual. São explicações estruturadas a partir da tradição freudiana, que enxerga a promiscuidade sexual como consequência do complexo de Édipo e da repressão do desejo sexual que as crianças têm pelos pais logo na primeira infância: devido ao tabu do incesto essa conexão de teor libidinoso é frustrada, de modo que os futuros parceiros sexuais dessa pessoa não irão satisfazê-la por completo, pois o impulso sexual continua ligado ao primeiro objeto de desejo. Assim, a prostituta, a mulher promíscua por excelência para o senso comum, é a pessoa que falhou em superar a infância e não conseguiu deslocar seu desejo sexual dos pais para outras pessoas.
É possível notar nessa corrente freudiana alguns preconceitos muito semelhantes presentes em Lombroso e Ferrero. A prostituição é novamente explicada como uma anormalidade, um defeito de caráter, dessa vez, gerado por algum trauma infantil.  Há uma espécie de renitência em investigar os fenômenos sociais, concentrando os esforços teóricos apenas na esfera individual.
Apesar da permanência de muitos termos estereotipados em relação à prostituição, alguns estudos com abordagens mais sociológicas trouxeram novas perspectivas sobre o tema, privilegiando aspectos econômicos. Por exemplo, convencionou-se que, em sociedades com poucas oportunidades oferecidas às mulheres, a prostituição vira uma alternativa para alcançar um grau de independência em relação aos homens, ainda que a total emancipação seja extremamente difícil nesses termos.

### Estupro
A compreensão do estupro geralmente se dá pela comparação com aquilo que é tido como comportamento sexual normal e pela visão estereotipada, quase cinematográfica, que se tem do estupro. Isso se deve a uma falta de interesse e rigor científico, compensados por mitos e análises leigas.
Os homens que cometem estupro são tidos como patogênicos e incapazes de controlar seus impulsos sexuais. Trata-se, no sendo comum, de um indivíduo “fora do eixo”, que nada tem em comum com os homens considerados normais. Assim, de modo indutivo, conclui-se que só uma mulher imprudente poderia se encontrar em circunstâncias que potencializam um estupro. É uma forma de culpar a mulher pelo fato ocorrido, deslocando o eixo de análise do agressor para o comportamento da vítima. Esse raciocínio, permeado por lugares comuns, afeta de maneira contundente a forma de tratamento do sistema judiciário dado às vítimas.

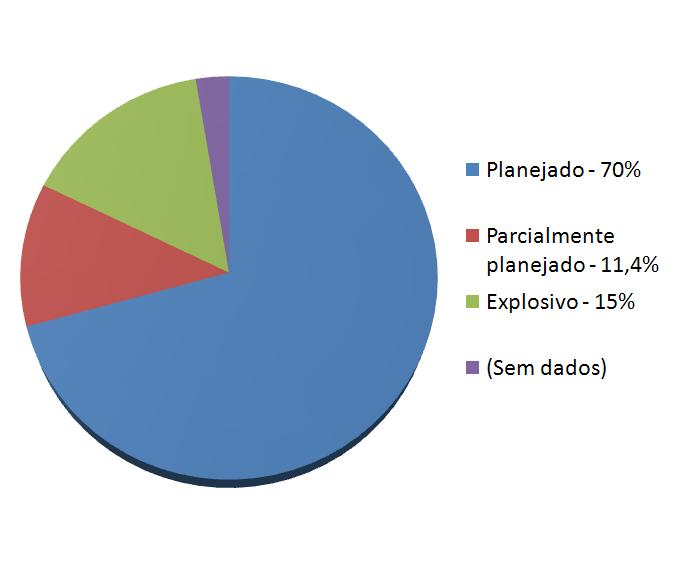
Estupros planejados

Frequentemente, experiências reais de estupro, por não se adequarem ao estereótipo do imaginário comum, são consideradas apenas como relações sexuais mais enérgicas. Se o estuprador não se adequar ao arquétipo do “maníaco” antissocial , mas, pelo contrário, for um homem casado,  que tenha filhos e um círculo social estável, aos olhos de terceiros essa situação não parecerá um estupro. Há, nesses casos de estupro que superam as fronteiras míticas, a atuação de mecanismos psíquicos que permitem, à vítima e ao agressor, reinterpretar (distorcer) o evento: a mulher que se sente invulnerável e o homem que se imagina incapaz de cometer tal ato, muitas vezes, entram em um processo de negação ou de "autoculpabilização".
É facilmente perceptível, portanto, a necessidade de se desmistificar o estupro. Como alerta o poeta, nada deve parecer natural.
Um dos grandes mitos relacionados ao estupro é a suposta natureza sexual do homem que, uma vez provocada, precisa ser extravasada, sem nenhuma possibilidade de contenção. (Vale dizer, a provocação ocorre a partir de um processo cognitivo do homem, independente da ação da mulher ou da interpretação que ela tem das circunstâncias). O problema reside em considerar o estupro um ato impulsivo, e, portanto, espontâneo. Segundo essa ideia, o homem seria objeto de uma força maior, impossibilitando a atribuição de culpa. Os estudos de Amir em 1958 mostraram que 70% dos estupros registrados em Philadelphia foram planejados, o que joga por terra a noção da urgência sexual masculina.

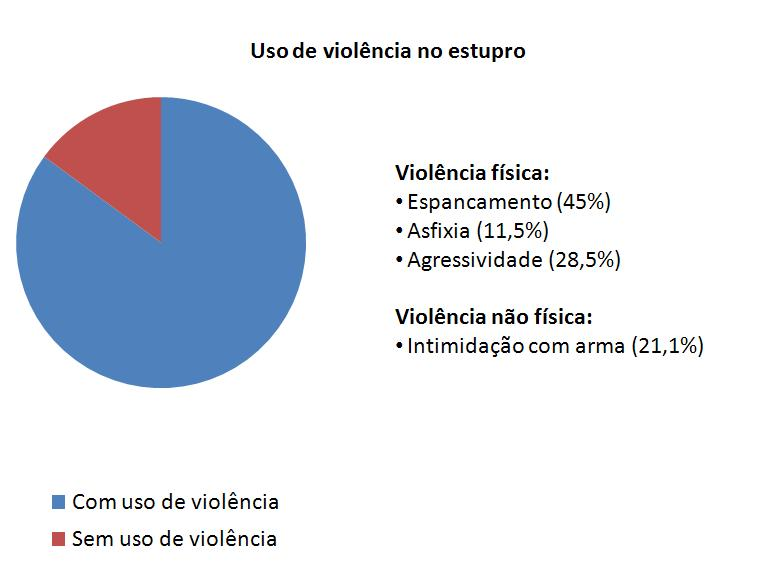
Violência empregada no estupro

Outro mito muito disseminado é a crença de que o estupro é uma forma para obter satisfação sexual por parte do homem; isso é extremamente duvidoso quando o elevado grau de violência e humilhação é posto às claras. Pesquisa do mesmo autor revela que, em 646 casos de estupro, 85,1 % foi empregada alguma forma de violência (espancamento, asfixia, ameaça por armas, humilhação etc.). Dessa forma, só é razoável falar em satisfação sexual quando associada a um nível descomunal de violência e sadismo. Como afirma Carol Smart, “o estupro é uma violenta expressão de ódio pelas mulheres, não de desejo sexual por ela”. O que não significa dizer, contudo, que não há uma espécie de prazer físico obtido por meio do estupro, mas trata-se de um estímulo completamente unilateral.
Ainda, existem ideias que admitem a possibilidade de prazer sexual obtido pela mulher através do estupro, seja pela assunção falaciosa de que a mulher, biologicamente, propende ao masoquismo, seja pela crença extremamente rasa de que o contexto cultural favorece a satisfação da mulher pelo ato sexual forçado. Nesse último caso, argumenta-se que, numa sociedade machista, na qual rígidos limites são estabelecidos ao gozo feminino, o estupro retiraria da mulher o ônus de todos os estigmas relacionados ao sexo, possibilitando a ela “aproveitar o momento”. Essa crença, intervém Carol Smart, supõe que a mulher instantaneamente seria capaz de libertar-se de seu contexto social e de todos os códigos morais que o permeiam; como afirma a autora, as mulheres não apenas vivem sob as regras de uma cultura machista, elas acreditam nelas, de forma que o sexo ilícito, não importa de que tipo, ainda assim seria vergonhoso e repugnante. Ademais, deve-se ressaltar, a superação das barreiras morais de uma sociedade patriarcal deve passar necessariamente pela capacidade de autodeterminação da mulher, e nunca por meio do sexo forçado.
O estupro, estudado apenas sob uma perspectiva psicológica, está fadado ao mesmo erro do determinismo biológico: restringir o olhar pra a esfera individual (seja da vítima ou do estuprador) significa aceitar, de maneira implícita, o contexto social que produziu essa situação. Também, deve-se dar atenção para o fato de que o estupro não é um fenômeno ontológico, que existe por si só; é fruto de uma construção histórica que legitima o poder do homem sobre o corpo da mulher, coisificando- a.
Assim, a análise do estupro não pode ser feita sem se levar em conta o papel atribuído à mulher na sociedade.  É leviana, portanto, a afirmação de que a mulher é claudicante ou indecisa quanto às suas posturas quando, em “jogos de sedução”, o “não” da mulher na verdade significava um “sim”. Faz-se necessário nesses casos compreender o “jogo” que a mulher é obrigada a se submeter em termos da vulnerabilidade em que ela se encontra. Para rematar, Smart afirma que o estupro precisa ser compreendido de acordo com os papéis exercidos por homens e mulheres, em termos de gênero e sexualidade, dado um específico contexto sócio- histórico.
Smart dedicou também boa parte do seu esforço crítico para o estudo das leis relacionadas ao estupro nos EUA e no Reino Unido.  Segundo ela, tais leis são discriminatórias em ao menos dois sentidos: primeiramente, porque o termo “mulher” não inclui as mulheres casadas; em segundo lugar, pois as exigências de prova são incompatíveis com uma situação de estupro e servem para descreditar a alegação da vítima. Existe, dessa forma, um grande abismo entre o número de casos registrados pela polícia e o número de suspeitos condenados.
No que se refere às ocorrências de estupro registradas pela polícia, é de grande importância fazer um recorte de classes: Em geral, as mulheres mais abastadas têm acesso a clínicas e hospitais particulares, onde o dever de sigilo do médico é posto acima de tudo; por outro lado, as mulheres mais pobres são, via de regra, encaminhadas para hospitais públicos, nos quais a relação médico-paciente passa muitas vezes pela intermediação da polícia. (Isso serve para ratificar outro preconceito, qual seja, de que as mulheres de classes mais baixas são as maiores vítimas em potencial desse tipo de crime).
Outro fator que contribui com o relativo baixo índice de condenações é, como foi mencionado acima, a fórmula da exigência de provas no caso do estupro.  Ainda que não existam requisitos legais nos ordenamentos estudados por Smart, verifica-se na prática que as evidências necessitam de mais de uma fonte -que não seja da vítima- para que sejam aceitas no tribunal. (Corroboratingevidence*). É dizer, o testemunho da reclamante raramente é aceito sozinho como prova para condenar o réu. Supostamente, isso serve para proteger o homem de falsas acusações, pois, acredita-se, a acusação de estupro é muito fácil de ser feita e muito difícil de dela se defender. Novamente, trata-se de uma ideia rasa sobre a situação, pois em geral as mulheres são cautelosas e até reticentes em admitirem que foram estupradas; ademais, lembrando os estudos de Amir, a grande maioria dos estupros são planejados, o que não se coaduna com a noção de que mulheres propendem para falsas acusações.
Ainda, é possível que o acusado use o histórico da vítima como argumento contra a mesma. Isso acontece, pois, se a vítima possui uma vida sexual ativa e liberal, a credibilidade do seu testemunho pode ficar comprometida. O passado sexual do homem, contudo, não é levado em consideração para esses fins.
Em complemento a essas interpretações, há a pressuposição de que, uma vez que a mulher teve relações sexuais com um homem, ela estaria sempre aberta às investidas do mesmo. Dessa forma, a lei ignora casos em que a vítima já teve relações sexuais com o acusado, particularmente em situações matrimoniais, as quais são protegidas por lei.

## A mulher nas instituições jurídicas

### O processo de criminalização
Se é possível que a lei discrimine a mulher, é quase inevitável que os aplicadores da norma também o façam. Do policial ao juiz, passando pelo promotor e pelo defensor, todos são passíveis de serem influenciados pelo senso comum no tocante ao comportamento feminino. Mesmo os que de fato se dedicaram ao estudo criminológico, na maioria das vezes, tiveram acesso apenas às teorias tradicionais.
Não é surpresa, portanto, que o policial, ao encarar a prostituta como um ser transviado, acabe por submetê-la a situações humilhantes e até mesmo prendê-la injustamente. Sob outra ótica, o mesmo policial pode não compreender que a
vítima do estupro nunca “pediu por isso”. Talvez seja injusto assumir que tais atitudes sejam práticas universais, mas, quando ocorrem, revelam o teor enviesado onde a lei se diz imparcial.
Como já mencionado nesse verbete, trata-se de comportamentos chancelados por boa parte dos teóricos. Tanto a ideia de que as mulheres tendem a acusar falsamente os homens por estupro, quanto a tese de que a prostituta é socialmente descartável não são meros reflexos de uma cultura opressora em relação às mulheres; são, outrossim, formulações dotadas de um verniz científico que embasam as práticas discriminatórias.
Mais uma tese muito recorrente na criminologia é a de que as leis tratam as mulheres de maneira leniente, não seguindo o mesmo rigor com que é aplicada aos homens. Como se verá a seguir, essa ideia ignora o peso do preconceito sofrido pelas mulheres, sobretudo quando se fala em crimes de matéria sexual.

### Tribunais juvenis: a exceção ao Direito Inglês
É notória a relevância dada ao comportamento sexual feminino nos tribunais juvenis. O peso é tão grande que, não raras vezes, dá-se mais importância à transgressão dos códigos morais do que da própria lei. Com isso, preocupa-se com a manutenção do típico núcleo familiar das sociedades industriais. Há, assim, a restrição de condutas consideradas concupiscentes em favor da abstinência até o casamento. Porém, não se pode esquecer que esse tipo de precaução não incide sobre meninos e meninas de maneira igual: tradicionalmente, destas é exigida a completa castidade, daqueles, o mais completo incentivo ao ganho de experiências sexuais.
Ainda que os costumes sexuais estejam gradativamente mais livres de amarras morais, o sistema jurídico experimenta uma grande morosidade em acompanhar tais avanços.  Segundo Smart, o Direito tende a chegar por último, sendo reformado apenas com o espertar da opinião pública (Smart, 1976, p. 132). A autora comenta estudos nos quais se verifica a maior censurabilidade dos delitos cometidos por adolescentes do sexo feminino, dependendo da natureza da ofensa. Fica claro que, se de natureza sexual, maior severidade será aplicada ao caso. Além disso, grotas que cometeram delitos relacionados á sexualidade são punidas com mais vigor do que os garotos, não importa o que estes fizeram.
É nítida, portanto, a presença de um padrão moral ambíguo aplicado ao processo legal. Novamente, essa atitude abarca a visão de que a delinquência feminina é sinal de uma patologia muito maior do que a delinquência masculina. Sendo assim, diriam alguns, é necessário tomar atitudes enérgicas para remover essas garotas da sociedade, nem tanto pela ameaça que elas representam, mas muito mais para a proteção delas. Esse paternalismo, permeado por uma quantidade razoável de cinismo, acoberta o elevado grau de severidade considerado adequado à correção das condutas lascivas nas adolescentes.
Contraditório aos princípios basilares do Direito Inglês, o ato de “institucionalizar” garotas delinquentes para assegurar-lhes a própria proteção não é tolerável em relação ao tratamento dado aos adultos. É uma espécie de “exceção normalizada”, contrária à presunção de inocência, presente no ordenamento jurídico. (Smart, 1976, p. 134).Assim, sob uma determinada perspectiva, os tribunais juvenis têm uma concentração de poder excessiva, pois não se restringem ao âmbito do Direito Penal, usando como critério para a internação, também, as infrações de teor meramente moral.

### Presídio
Em relação ao sistema prisional propriamente dito, o foco de Carol Smart é aferir o papel desempenhado por tais instituições em reforçar a tradicional posição de dependência da mulher na sociedade e, sobretudo, perpetuar a distorcida imagem da mulher delinquente, conformando-a às descrições presentes nos estudos clássicos e contemporâneos.
Inicialmente, é evidente o estereótipo a que o presídio geralmente corrobora ao oferecer às internas o aprendizado de tarefas domésticas. Ao invés de treinamento vocacional, elas aprendem a costurar e cozinhar, sob a justificativa de que a baixa média de duração das penas não compensa o investimento em oficinas de profissionalização. Argumenta-se também a falta de recursos. Contudo, essas explicações são muito mais determinadas pela visão estreita que as instituições como um tudo têm das mulheres, impedindo-as de obterem um mínimo grau de independência quando forem libertadas. É sintomática, portanto, a observação de Hall-Williams: “Não é visto como necessário nem desejável dar às mulheres presas treinamento para empregos semi- profissionais” (Smart, 1976, p. 141).
A partir disso, pode-se inferir que a visão majoritária da sociedade sobre a mulher encarcerada é das duas uma: ou ela não é capaz de ser reabilitada, ou não vale a pena o esforço para isso. De qualquer forma, as mulheres nessas condições têm pouquíssimas oportunidades de escapar desta posição duplamente inferior: a de ser mulher e a de estar presa.
Trata-se de um caso de “eterno retorno”, pois à mulher encarcerada não é entregue sequer as ferramentas para superar sua dependência em relação ao sexo masculino. A ideia que justifica essa situação é, fundamentalmente, a de que a mulher não é capaz de ser a “ganha-pão” de uma família já que esse papel é dedicado ao homem. De forma complementar, se a mulher aceita de bom grado sua posição no contexto social, ela não é vista como uma delinquente em potencial.
Há um grande paradoxo aqui. Ao mesmo tempo em que a mulher é incentivada a incorporar as típicas funções domésticas, consideradas femininas, há, também, uma tendência a desaprovar a manifestação de emoções consideradas femininas. Assim, se a interna demostrar interesse pela forma de arrumar o cabelo ou pela roupa que usa, ela é tida como fútil ou até mesmo promíscua. É uma situação claramente desbalanceada, pois as mulheres são empurradas para determinados estereótipos dentro da prisão, mas, se se conformarem ao estereótipo completo, são recriminadas. O comportamento feminino é encorajado, mas até as menores expressões da sexualidade feminina não.  Ao cabo e ao fim, as mulheres são punidas por não adotarem comportamentos femininos o bastante e por serem femininas demais.
Vale lembrar, ainda, que as instituições penais não apenas sustentam práticas conformes ao papel inferior dado às mulheres; há, também, um reflexo das construções criminológicas e de seus pressupostos, remontando, mormente, à tradição lombrosiana e aos seus derivados. Então, o tratamento típico despendido às mulheres infratoras supõe a anormalidade, seja psíquica ou biológica.
Em função disso, verifica-se que a implementação de políticas criminais voltadas às mulheres vem sofrendo mudanças drásticas. Um exemplo paradigmático é o projeto de transformação do Presídio de Holloway em um hospital psiquiátrico, indicando um forte enraizamento da ideia de que a mulher infratora é, de algum modo, doente.

### Do cárcere ao manicômio
As reformas do Presídio de Holloway na década de 1970 visavam à remodelagem no trato dado às prisioneiras, pois a criminalidade feminina era (e ainda é) intrinsecamente associada a distúrbios psíquicos. Essa forma de abordagem traria mudanças estruturais como a introdução de uma equipe médica e de carcereiros “humanizados”, supostamente preocupados com o bem estar das “pacientes”.
O tratamento das internas seria baseado em grupos de terapia associados, em alguns casos, com o uso de drogas e terapia de eletrochoque. Não havia também a preocupação com o oferecimento de cursos profissionalizantes para as mulheres, mantendo a prática tradicional dos presídios femininos.

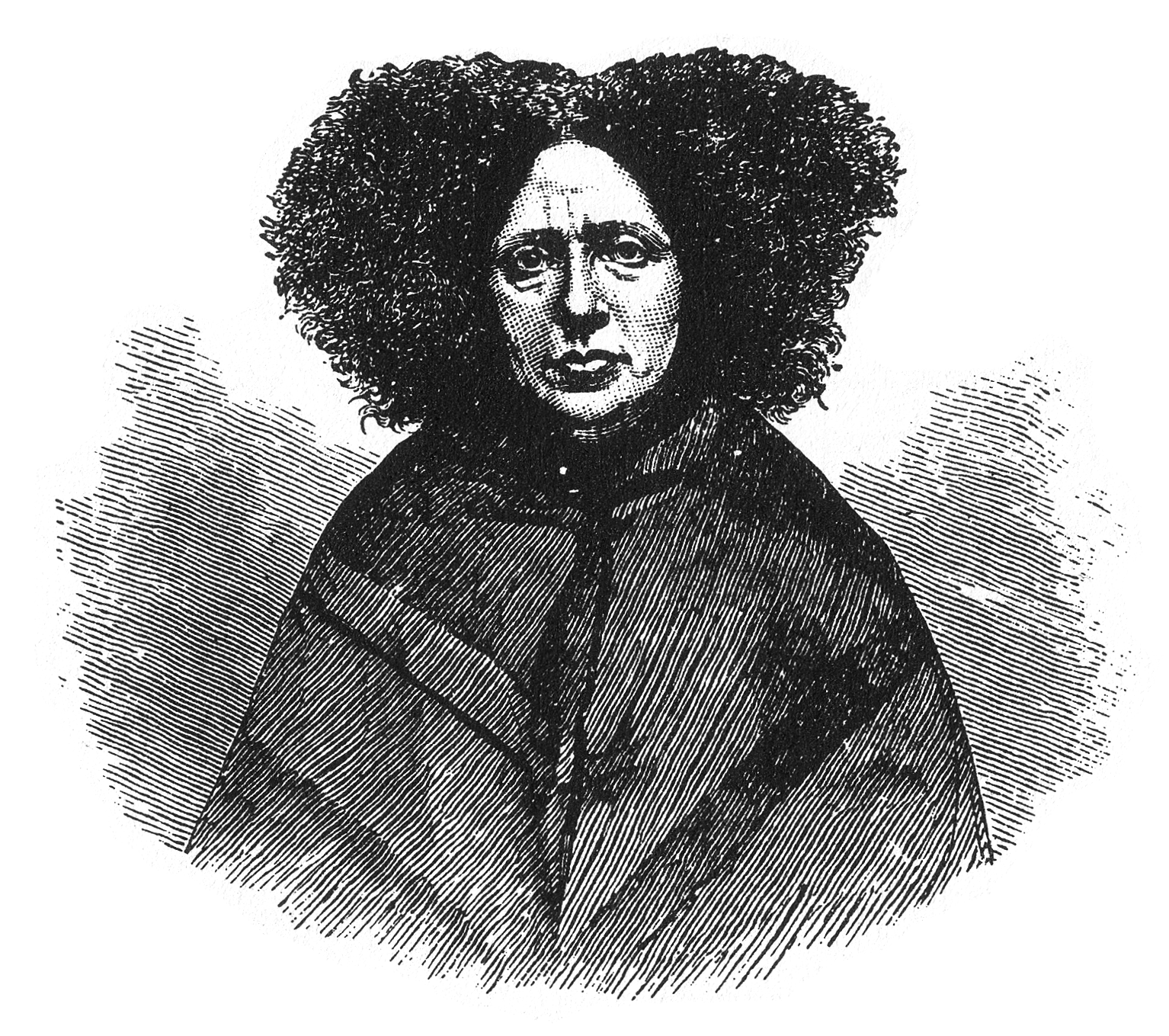
Retrato de uma mulher considerada insana

O objetivo central era pacificar as internas modificando suas personalidades e atitudes. Assim, todas as reflexões sobre o sistema penal, o processo de criminalização e a atuação do Direito sobre a mulher eram completamente esvaziadas. Além disso, o conceito de responsabilidade, ligado à determinação motivacional do crime, foi afastado, dando espaço para concepções mais positivistas.
Aparentemente, aqueles que procuravam implementar essas mudanças pensavam a criminalidade feminina como fundamentalmente irracional e impulsiva, deterministicamente moldada e, as mulheres, incapazes de fazer escolhas. Logo, a percepção era de que havia um indivíduo (a mulher) mal ajustado a uma ordem boa e justa.
Carol Smart afirma que essa tendência, a de associar o comportamento criminoso da mulher com patologias, se generalizou no sistema penal inglês. Esse nexo se dá muito mais por uma relativa infrequência das práticas delituosas cometidas por mulheres do que por uma verdadeira compreensão etiológica.
É um raciocínio reducionista, pois assume que o raro é necessariamente anormal ou antinatural, deixando de investigar os métodos de registro de crimes.
Carol Smart aponta outro dado de extrema relevância caso a mudança em Holloway fosse efetivada: aproximadamente metade das mulheres condenadas por algum crime eram mandadas para essa instituição. Sendo assim, estima-se que, pelo menos um quarto das mulheres infratoras seriam tratadas como portadoras de alguma patologia psíquica. Três consequências decorreriam daí a respeito do entendimento criminológico:
- Esse modelo criminal presume a irracionalidade e a falta de motivos lógicos da acusada;
- A estrutura socioeconômica seria completamente ignorada, provocando um grande retrocesso. Assim, os fenômenos sociais, externos à mulher, seriam relegados ao segundo plano;

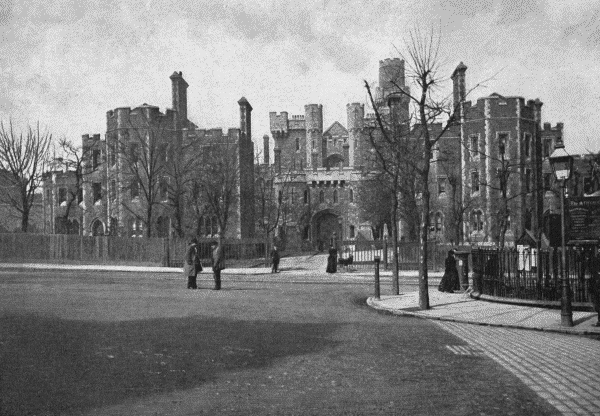
Presídio de Holloway. Nos anos 1970 foi elaborado um projeto para transformá-lo em um hospital psquiátrico, mas a estrutura carcerária foi mantida.

- É negada a importância da vontade da mulher, como se ela fosse um autômato sem possibilidades de agir de outra maneira que não cometendo um ato ilícito.

Em suma, a conexão entre comportamento feminino criminoso e doenças mentais negligencia completamente uma análise cientifica mais rigorosa. Por conta disso, tem surgido uma série de estudos preocupados em desvendar o porquê da vulnerabilidade da mulher aos distúrbios mentais. Isso aprofunda o abismo entre o objeto de estudo e as formulações teóricas. O conhecimento teórico, como conhecimento do objeto é obstaculizado pela inserção de variáveis permeadas de preconceitos. 

## O nascedouro de uma criminologia feminista
Os trabalhos de Carol Smart – com destaque para a obra Women, Crime and Criminology: a feminist critique - têm como principal objetivo criticar as teorias preexistentes acerca da criminologia feminina, para possibilitar o desenvolvimento de tal ramo da sociologia sob uma perspectiva que considere a mulher um ser autônomo e digno da mesma atenção que o homem.
Como defende Smart, apesar de as mulheres serem incluídas nos estudos criminológicos já existentes, a quantidade de tais trabalhos é escassa, e sua qualidade deixa a desejar. Além disso, tais estudos são limitados, pois se baseiam em uma percepção errônea da natureza feminina, tendo em vista que as diferenças entre homens e mulheres são determinadas culturalmente – não sendo, portanto, um reflexo das qualidades naturais dos diferentes gêneros.
A premissa de que o homem e seus atos definem as mulheres, de acordo com a autora, marcou, quase sem exceções, toda a criminologia feminina clássica e contemporânea – a mulher não é considerada um ser autônomo, sendo rotulada em referencia ao homem: o homem é o principal e a mulher seu acessório. Como decorrência dessa ideia, as mulheres seriam invisíveis tanto como atuantes de crimes quanto como vitimas – a sociedade, e muitas vezes a lei, fazem, inclusive, com que a vítima do sexo feminino sinta-se responsável pelo crime ocorrido.
Por fim, outro motivo trazido por Smart para justificar a dificuldade de avanços nos estudos da criminologia feminina é a crença (por considerável parte da comunidade científica de sua época) de que a liberação e autonomia das mulheres aumentariam os níveis de crimes cometidos pelo sexo feminino, e como a maioria dos criminologistas concordava com tal afirmação, a ideia do determinismo biológico mantinha-se inquestionada.
Carol Smart conclui a obra Women, Crime and Criminology: a feminist critique enunciando alguns ramos da criminologia que, em sua opinião, deveriam ser os próximos objetos de atenção no estudo da criminologia feminina:
- Os tipos de ofensas cometidas por mulheres e a forma que seu envolvimento na criminalidade acontece.
- As atitudes da policia, dos oficias de justiça e agentes do serviço social frente as mulheres criminosas ou desviantes.
- O tratamento das mulheres e jovens do sexo feminino frente a magistrados e cortes juvenis.
- O tratamento de infratoras em prisões e qualquer outro tipo de instituição penal ou quase penal.
- A estrutura e proposta das leis penais

## Pensamento recente: da criminologia à sociologia da família

### A mulher pós -moderna encontra o homem atávico
Em seus trabalhos – com destaque para o artigo Feminist approaches to Criminology or post modern woman meets atavistic man -, Carol Smart tem, como um de seus objetivos, postular a tese de que haveria, no paradigma pós-moderno, uma diminuição quanto à relevância da criminologia relativamente ao feminismo e à emancipação da mulher. Para tanto, a autora tece críticas detalhadas tanto à criminologia clássica quanto à contemporânea.
Segundo ela, os defeitos da criminologia clássica seriam decorrentes da premissa por detrás de seu estudo, qual seja a de pesquisar as causas do crime olhando estritamente para a figura do delinquente – sem considerar o contexto social e econômico maior. De tal premissa decorreriam dois problemas: um conservadorismo inerente e uma teorização inadequada. O conservadorismo inerente é, de acordo com Smart, um produto do fato de que o estudo – e às vezes a prática – da criminologia é sempre feito com boa dose de intervencionismo em mente, enquanto que a teorização inadequada, ainda segundo a autora, merece a crítica de que o crime não poderia ser explicado com distúrbios genéticos e hereditários.
A negação de tais erros teria feito com que a criminologia clássica fosse taxada de positivista, entendendo-se o positivismo como puro e simples conservadorismo político.  No entanto, segundo Smart, o problema central do positivismo não seria o conservadorismo, mas a premissa de que é possível estabelecer um nexo causal capaz de fornecer critérios objetivos para a solução da questão.
Smart tece, também, larga crítica às escolas criminológicas contemporâneas, em especial à escola criminológica realista de esquerda (“left realist criminologies”).
Como expoente da criminologia realista de esquerda, Carol Smart cita o trabalho de Jock Young, em especial o seu argumento de que a criminologia clássica possui duas falhas maiores: a de não conseguir realmente explicar o comportamento delituoso - através de suas teorias falhas e incompletas -, e a de não conseguir solucionar o problema da criminalidade - e nem ao menos frear o seu crescimento. Embora a autora concorde com ambos os argumentos, Smart identifica, no discurso de Young, o positivismo atrelado à criminologia realista de esquerda, ou seja, a ideia de que a ciência ainda fornecerá a cura para o problema da criminalidade. Independentemente da ideologia política acolhida, o problema central ainda persiste, qual seja o de procurar estabelecer uma teoria maior capaz de descrever as causas da criminalidade, de trazer à luz a questão como ela realmente é; trata-se de um problema epistemológico, não de filiação partidária, ou seja, a resposta não é a mera adoção de ideais ligados à esquerda política.
Por fim, Smart aborda também a questão do pós-modernismo, que surge como crítica à ideia moderna de que o comportamento humano será, com o progresso científico, compreendido por completo, reduzido a uma teoria una.
Para a autora, o problema essencial das críticas feitas pela criminologia realista de esquerda consiste na falha de não adotar um ponto de vista pós-moderno. Pelo contrário, essa escola – a exemplo de Young – tende a reafirmar o pensamento moderno, sem a mínima iniciativa de questionar suas premissas.
A falha da criminologia de afastar-se de paradigmas científicos modernos é o que leva a autora a uma inversão de valores na sua pesquisa: ao invés de perguntar “o que o feminismo tem a contribuir para a criminologia”, ela afirma que o correto seria reformularmos a pergunta em termos de “o que a criminologia tem a contribuir para o feminismo” – para qual a resposta seria, de acordo com Smart, muito pouco. É indesejável que o feminismo, já fortemente influenciado pela corrente de pensamento pós-moderna, relacione-se com um campo do conhecimento cujo paradigma predominante é o apego atrasado do modernismo com o suposto conhecimento científico das ciências sociais.

### Novas perspectivas
Seguindo a sua realização de que a criminologia tem pouco a contribuir para o feminismo como um todo, Carol Smart foca-se no estudo sociológico das relações familiares. Em um artigo publicado em 1999, intitulado Divorce in England 1950-2000: A Moral Tale, ela busca analisar as mudanças na estrutura familiar inglesa através das mudanças no divórcio, a frequência com que ocorre e seu significado social. O pensamento geral em praticamente toda a Inglaterra é o de que a vida em família está em crise, o número de divórcios, pais solteiros ou mães solteiras, gravidez durante a adolescência, etc. aumentou neste meio século e, apesar de a autora acreditar que somente a estatística é insuficiente para comprovar a atual crise familiar, há evidências dessa crise antes mesmo de surgirem meios eficientes de estatística.
Conforme a Comissão Real sobre Casamento e Divórcio (Royal Commission on Marriage and Divorce), essa crise ocorre em função das crescentes complexidades da vida moderna, que aumentam as possibilidades de desentendimento entre os cônjuges. De fato, toda a ideia de convivência familiar está centrada na noção de estabilidade. Além disso, Smart identifica a relação entre a estrutura familiar e a estrutura social, uma vez que muitos defendem a família como pedra fundamental da sociedade: sem uma família estável, não há ordem social.
O artigo passa, então, à análise do impacto da legislação específica do divórcio, como o Divorce Reform Act e o Family Law Act, chegando, por fim, às consequências desse aumento nas taxas de divórcio e da crise na vida familiar em si para as crianças, no que diz respeito à sua saúde, educação e relacionamentos sociais.
Em outro artigo, intitulado Families, Secretsand Memories, Carol Smart estuda a significância dos segredos de família na convivência familiar e a forma como esses segredos constituem parte da memória familiar. Segundo ela, eles não são apenas histórias avulsas, meros pedaços de informação, mas fazem parte do que é a família e de seu passado e têm poder para alterar relacionamentos familiares profundamente. A autora também admite a dificuldade que se encontra ao estudar esse tópico, dada a grande carga ética e a sensibilidade do assunto.
Sendo assim, é de destacar a importância do MOP (Mass Observation Project), da Universidade de Sussex, na obtenção de dados – especialmente relatos –para o estudo deste tema.
Do ponto de vista sociológico, é importante ressaltar as relações de poder multidirecionais que surgem da manutenção dos segredos, tanto entre a família e a sociedade quanto internamente, entre membros da família. A primeira forma de manifestação dessas relações de poder é uma macro manifestação (da família com um âmbito externo, a sociedade ou o Estado, por exemplo a desaprovação social de determinada conduta ou até mesmo a sua criminalização), enquanto a segunda é uma micro manifestação, como o ato de manter algum segredo a fim de proteger um membro da família de outros ou o contrário, o uso desse segredo para manipular e estabelecer uma relação de dependência de um membro em relação a outro mais fraco. Families, Secretsand Memories tem como foco justamente essas micro relações de poder entre entes familiares.
Como base de argumentação, Carol Smart utiliza três casos retirados do MOP que, em sua opinião, ilustram claramente como se operam as micro relações de poder entre membros da família e todos os problemas envolvidos. Além disso, demonstram explicitamente o que está em risco quando se trata de segredos familiares. Neste ponto, a autora concorda com a tese da antropóloga Marilyn Strathern, segundo a qual o sentimento de pertencimento a uma família, ou seja, a sensação subjetiva de parentesco, no ocidente, está mais ligada com o parentesco biológico do que as relações de afeto. É uma ideia que reafirma o poder dos segredos de alterar profundamente as relações familiares, especialmente quando se trata de segredos sobre parentesco biológico.Segundo ela, a problemática central do positivismo não é o conservadorismo, mas a premissa de que é possível estabelecer um nexo causal capaz de fornecer critérios objetivos para a solução da questão; trata-se de um problema epistemológico, não de filiação partidária, ou seja, a resposta não é a mera adoção de ideais ligados à esquerda política.

### Livros
- Smart, Carol (1977). Women, crime, and criminology: a feminist critique. London Boston: Routledge & K. Paul.ISBN 9780710088338.
  - Gorman, Eleanor Miller (September 1978). "Women, crime and criminology: a feminist critique. by Carol Smart (Book review)". American Journal of Sociology (The University of Chicago Press; JSTOR) 84 (2): 501–503.doi:10.1086/226810.
  - Simon, Rita J. (Spring 1979). "Women, crime and criminology: a feminist critique. by Carol Smart (Book review)".Journal of Criminal Law and Criminology (Northwestern University School of Law Scholarly Commons) 70 (1 article 10): 143–144. doi:10.2307/1142979.
  - Book review (November 1977). "Women, crime and criminology: a feminist critique. by Carol Smart (Book review)".Contemporary Sociology: A Journal of Reviews (Sage Journals) 6 (6): 672–673. doi:10.2307/2066333.
  - Book review (March 1979). "Women, crime and criminology: a feminist critique. by Carol Smart (Book review)".Social Forces (Johns Hopkins University: Project MUSE) 57 (3): 1027–1028. doi:10.2307/2577401.
- Smart, Carol; Smart, Barry (eds) (1978). Women, sexuality, and social control. London Boston: Routledge and K. Paul.ISBN 9780710087232.
  - Delamont, Sara (September 1979). "Women, sexuality, and social control. edited by Carol Smart and Barry Smart (Book review)". British Journal of Sociology (London School of Economics) 30 (3): 386–387.doi:10.2307/589927.
- Smart, Carol (1984). The ties that bind: law, marriage, and the reproduction of patriarchal relations. London Boston: Routledge & Kegan Paul. ISBN 9780710098320.
  - Book review (February 1985). "The ties that bind: law, marriage, and the reproduction of patriarchal relations. by Carol Smart (Book review)". Journal of Marriage and the Family (Wiley Online Library) 47 (1): 240–241.
  - Book review (November 1985). "The ties that bind: law, marriage, and the reproduction of patriarchal relations. by Carol Smart (Book review)". Contemporary Sociology (Sage Journals) 14 (6): 746–747. doi:10.2307/2071458.
- Smart, Carol; Sevenhuijsen, Selma (1989). Child custody and the politics of gender. London New York: Routledge.ISBN 9780415026697.
  - Luxton, Meg (November 1990). "Child Custody and the Politics of Gender. by Carol Smart and Selma Sevenhuijsen (Book review)". Journal of Marriage and the Family (JSTOR) 52 (4): 1153–1154. doi:10.2307/353327.
- Smart, Carol (1989). Feminism and the power of law. London New York: Routledge. ISBN 9780203206164.
- Smart, Carol (1992). Regulating womanhood: historical essays on marriage, motherhood, and sexuality. London New York: Routledge. ISBN 9780415074056.
  - Yeatman, Anna (September 1993). "Regulating womanhood: historical essays on marriage, motherhood, and sexuality. by Carol Smart (Book review)". American Journal of Sociology (JSTOR) 99 (2): 538–540.doi:10.1086/230306.
- Smart, Carol (1995). Law, crime and sexuality: essays in feminism. London Thousand Oaks Calif: Sage Pub.ISBN 9780803989603.
- Smart, Carol; Neale, Bren; Wade, Amanda (2001). The changing experience of childhood: families and divorce. Malden, MA: Blackwell Publishers. ISBN 9780745624006.
  - Book review (May 2003). "The changing experience of childhood: families and divorce. by Carol Smart; Bren Neale and Amanda Wade (Book review)". Contemporary Sociology (Sage Journals) 32 (3): 307–308.doi:10.2307/3089162.
  - Morrow, Virginia (June 2002). "The changing experience of childhood: families and divorce. by Carol Smart; Bren Neale and Amanda Wade (Book review)". Acta Sociologica (Sage Journals) 45 (2): 166–168.
- Smart, Carol; Smart, Carol (2001). Good to talk?: conversations with children after divorce. London: Young Voice.ISBN 9781903456026.
- Smart, Carol; Wade, Amanda (2002). Facing family change: children's circumstances, strategies and resources. York: York Publishing Services for Joseph Rowntree Foundation. ISBN 9781842630778.
- Smart, Carol (2007). Personal life: new directions in sociological thinking. Cambridge, UK Malden, MA: Polity.ISBN 9780745639178.
- Smart, Carol; Heaphy, Brian; Einarsdottir, Anna (2013). Same sex marriages: new generations, new relationships. Genders and sexualities in the social sciences. Houndmills, Basingstoke, Hampshire: Palgrave Macmillan.ISBN 9780230300231.

### Artigos
- Smart, Carol (March 1977). "Criminological theory: its ideology and implications concerning women.". The British Journal of Sociology (Wiley via JSTOR) 28 (1): 89–100. doi:10.2307/589710.
  - Reproduced as:
    - Smart, Carol (1995), "Criminological theory: its ideology and implications concerning women.", in Smart, Carol,Law, crime and sexuality : essays in feminism, London Thousand Oaks Calif: Sage Pub, pp. 16–31,ISBN 9780803989603
    - Smart, Carol (2008), "Chapter 1.1 Criminological theory: its ideology and implications concerning women.", in Evans, Karen; Jamieson, Janet, Gender and crime: a reader, Maidenhead, Berkshire, England New York: Open University Press, pp. 5–15, ISBN 9780335225231 (Available online.)
- Smart, Carol (1982). "Regulating families or legitimising patriarchy? – family law in Britain.". International Journal of the Sociology of Law (SciVerse) 10 (2): 129–147.
- Smart, Carol (March 1984). "Social policy and drug addiction: a critical study of policy development.". British Journal of Addiction (Wiley online library) 79 (1): 31–39. doi:10.1111/j.1360-0443.1984.tb00245.x.
- Smart, Carol (1986). "Feminism and law: some problems of analysis and strategy.". International Journal of the Sociology of Law (SciVerse) 14 (2): 109–123.
- Smart, Carol (1991). "The legal and moral ordering of child custody.". Journal of Law and Society (Wiley online library)18 (4): 485–500. doi:10.2307/1410322.
- Smart, Carol (March 1992). "The woman of legal discourse.". Social and Legal Studies (Sage Pub) 1 (1): 29–44.doi:10.1177/096466399200100103.
  - Reproduced as:
    - Smart, Carol (1995), "The woman of legal discourse.", in Smart, Carol, Law, crime and sexuality : essays in feminism, London Thousand Oaks Calif: Sage Pub, pp. 186–202, ISBN 9780803989603
- Smart, Carol (9 March 2006). "Children's narratives of post-divorce family life: from individual experience to an ethical disposition.". The Sociological Review (Wiley online library) 54 (1): 155–170. doi:10.1111/j.1467-954X.2006.00606.x.
- Smart, Carol; Neale, Bren (1997). "'Good' and 'bad' lawyers? Struggling in the shadow of the new law.". Journal of Social Welfare and Family Law (Taylor & Francis Online) 19 (4): 377–402. doi:10.1080/09649069708410207.
- Smart, Carol (July 2002). "From children's shoes to children's voices?". Family Court Review (Wiley Online) 40 (3): 305–319. doi:10.1111/j.174-1617.2002.tb00842.x.
- Smart, Carol (May 2003). "New Perspectives on Childhood and Divorce: an introduction?". Childhood: a global journal of child research (Sage Publishing) 10 (2): 123–129. doi:10.1177/0907568203010002001.
- Smart, Carol (2003). "Towards an understanding of family change: gender conflict and children's citizenship?".Australian Journal of Family Law (Lexis Nexis) 17: 1–17. ISSN 0817623x
- Smart, Carol; May, Vanessa (2004). "Why can't they agree: the underlying complexity of contact and residence disputes.". Journal of Social Welfare and Family Law (Taylor and Francis Online) 26 (4): 347–360.doi:10.1080/0964906042000334046.
- Smart, Carol; Shipman, Beccy (December 2004). "Vision in monochrome: families, marriage and the individualization thesis.". British Journal of Sociology (Wiley Online) 55 (4): 491–509. doi:10.1111/j.1468-4446.2004.00034.x.PMID 15663421.
- Smart, Carol; May, Vanessa (2004). "Silence in court?: Hearing children in residence and contact disputes?". Child and Family Law Quarterly (Jordan Publishing) 16 (3): 305–315.
- Smart, Carol (2004). "Changing landscapes of family life: rethinking divorce?". Social Policy and Society (Cambridge Journals Online) 3 (4): 401–408. doi:10.1017/S1474746404002040.
- Smart, Carol (November 2004). "Equal Shares: Rights for Fathers or Recognition for Children?". Critical Social Policy(Sage Publishing) 24 (4): 484–50. doi:10.1177/0261018304046673.
- Smart, Carol (October 2005). "Textures of family life: further thoughts on change and commitment.". Journal of Social Policy (Cambridge Journals Online) 34 (4): 541–556. doi:10.1017/S0047279405009141.
- Smart, Carol (February 2006). "Shifting Horizons: reflections on qualitative methods.". Feminist Theory (Sage Publishers) 10 (3): 295–308. doi:10.1177/1464700109343253.
- Smart, Carol (November 2007). "Same sex couples and marriage: negotiating relational landscapes with families and friends.". The Sociological Review (Wiley Online) 55 (4): 671–686. doi:10.1111/j.1467-954X.2007.00747.x.
- Smart, Carol (January 2007). ""It's made a huge difference": Recognition, rights and the personal significance of civil partnership.". Sociological Research Online 22 (1): 1360–7804. doi:10.5153/sro.1340.
- Smart, Carol (December 2008). ""Can I be bridesmaid?": Combining the personal and political in same-sex weddings.".Sexualities (Sage Publishers) 11 (6): 761–776. doi:10.1177/1363460708096917.
- Smart, Carol (October 2009). "Family secrets: law and understandings of openness in everyday relationships.".Journal of Social Policy (Cambridge Journals Online) 38 (4): 551–567. doi:10.1017/S0047279409003237.
- Smart, Carol (October 2010). "Law and the regulation of family secrets.". International Journal of Law, Policy and the Family (Oxford Journals) 24 (3): 397–413. doi:10.1093/lawfam/ebq007.

### Capítulos de livros
- Smart, Carol (1995), "Criminological theory: its ideology and implications concerning women.", in Smart, Carol, Law, crime and sexuality : essays in feminism, London Thousand Oaks Calif: Sage Pub, pp. 16–31, ISBN 9780803989603
- Smart, Carol (1995), "The woman of legal discourse.", in Smart, Carol, Law, crime and sexuality : essays in feminism, London Thousand Oaks Calif: Sage Pub, pp. 186–202, ISBN 9780803989603
- Smart, Carol (1998), "Chpater 2: the woman of legal discourse", in Daly, Kathleen; Maher, Lisa, Criminology at the crossroads: feminist readings in crime and justice, New York: Oxford University Press, pp. 21–36, ISBN 9780195113433
- Smart, Carol (2000), "New dimensions to gendered power relations in families.", in Cook, Joanne; Roberts, Jennifer; Waylen, Georgina, Towards a gendered political economy, New York: St. Martin's Press in association with Political Economy Research Centre, the University of Sheffield, pp. 188–204, ISBN 9780333748718
- Smart, Carol (2000), "Divorce in England 1950–2000: a moral tale?", in Katz, Sanford N.; Eekelaar, John; Maclean, Mavis, Cross currents: family law and policy in the United States and England, Oxford: Oxford University Press, pp. 363–387, ISBN 9780198299448
- Smart, Carol; Neale, Bren (2002), "Caring, earning and changing: parenthood and employment after divorce.", in Carling, Alan; Duncan, Simon; Edwards, Rosalind, Analysing families : morality and rationality in policy and practice, London New York: Routledge, pp. 183–198, ISBN 9780415250405
- Smart, Carol (2003), "Chapter 10: Children and the transformation of family law.", in Dewar, John; Parker, Stephen,Family law processes, practices, and pressures: proceedings of the Tenth World Conference of the International Society of Family Law, July 2000, Brisbane, Australia, Oxford: Hart Publishing, pp. 719–720, ISBN 9781841133089
- Smart, Carol; Wade, Amanda (2003), "As fair as it can be? childhood after divorce.", in Jensen, An-Magritt; McKee, Lorna, Children and the changing family: between transformation and negotiation, London New York: RoutledgeFalmer, pp. 105–119, ISBN 9780415277747
- Smart, Carol (2005), "Changing commitments: a study of close kin after divorce.", in Maclean, Mavis, Family law and family values, Oxford Portland, Oregon: Hart Publishing Ltd, pp. 137–153, ISBN 9781841135489
- Smart, Carol (2006), "The ethic of justice strikes back: changing narratives of fatherhood.", in Diduck, Alison; O'Donovan, Katherine, Feminist perspectives on family law, Abingdon England New York: Glass House Publications, Routledge-Cavendish, pp. 123–138, ISBN 9780415420365
- Smart, Carol (2006), "Parenting disputes, gender conflict and the courts.", in Thorpe, Mathew; Budden, Rosemary,Durable solutions: The collected papers of the Family Justice Councils' Interdisciplinary Conference (and associated plenary sessions), held at Dartington Hall Conference Centre, Bristol: Family Law, Jordan Publishers, pp. 103–111,ISBN 9781846610035
- Smart, Carol (2006), "Preface", in Sheldon, Sally; Collier, Richard, Fathers' rights activism and law reform in comparative perspective, Oxford Portland, Oregon: Hart, pp. vii–xii, ISBN 9781847312808
- May, Vanessa; Smart, Carol (2007), "The parenting contest: problems of ongoing conflict over children.", in Maclean, Mavis, Parenting after partnering : containing conflict after separation, Oxford Portland, Oregon: Hart Publishing, pp. 65–80, ISBN 9781841137827
- Smart, Carol (2008), "Chapter 1.1 Criminological theory: its ideology and implications concerning women.", in Evans, Karen; Jamieson, Janet, Gender and crime: a reader, Maidenhead, Berkshire, England New York: Open University Press, pp. 5–15, ISBN 9780335225231 (Available online.)
- Smart, Carol (2009), "Making kin: relationality and law", in Bottomley, Anne; Wong, Simone, Changing contours of domestic life, family and law : caring and sharing., Oxford Portland, Oregon: Hart Publishing, pp. 7–24,ISBN 9781841139043
- Smart, Carol (2010), "Resensando el derecho de familia. (Rethinking family law.)", in Heim, Daniela; Bodelón González, Encarna, Derecho, género e igualdad : cambios en las estructuras jurídicas androcéntricas 1, Bellaterra: Grupo Antígona, Universitat Autònoma de Barcelona, pp. 355–372, ISBN 9788469291900
- Smart, Carol (2011), "Close relationships and personal life.", in May, Vanessa, Sociology of personal life, Houndmills, Basingstoke, Hampshire New York: Palgrave Macmillan, pp. 35–47, ISBN 9780230278974
- Smart, Carol (2011), "Children's personal lives.", in May, Vanessa, Sociology of personal life, Houndmills, Basingstoke, Hampshire New York: Palgrave Macmillan, pp. 98–108, ISBN 9780230278974
- Smart, Carol (2011), "Relationality and socio-cultural theories of family life", in Jallinoja, Riitta; Widmer, Eric, Families and kinship in contemporary Europe : rules and practices of relatedness, Houndmills, Basingstoke, Hampshire New York: Palgrave Macmillan, pp. 13–30, ISBN 9780230284289